# Eugenia morii
Eugenia morii är en myrtenväxtart som beskrevs av Bruce K. Holst och Maria Lucia Kawasaki. Eugenia morii ingår i släktet Eugenia och familjen myrtenväxter.
Artens utbredningsområde är Franska Guyana. Inga underarter finns listade i Catalogue of Life.